# Острови-над-Окшою
Острови-над-Окшою (пол. Ostrowy nad Okszą) — село в Польщі, у гміні Медзьно Клобуцького повіту Сілезького воєводства.
Населення — 2017 осіб (2011).
У 1975-1998 роках село належало до Ченстоховського воєводства.

## Демографія
Демографічна структура станом на 31 березня 2011 року:
|          | Загалом | Допрацездатний вік | Працездатний вік | Постпрацездатний вік |
| -------- | ------- | ------------------ | ---------------- | -------------------- |
| Чоловіки | 1008    | 223                | 673              | 112                  |
| Жінки    | 1009    | 189                | 586              | 234                  |
| Разом    | 2017    | 412                | 1259             | 346                  |